# Judith Webb
Judith Webb é ex-major do exército britânico e defensora de padrões físicos iguais para homens e mulheres. Ela apareceu na lista BBC 100 Women em 2013 e 2014. Ela foi a primeira mulher a comandar um esquadrão totalmente masculino do Exército Britânico.

## Carreira militar

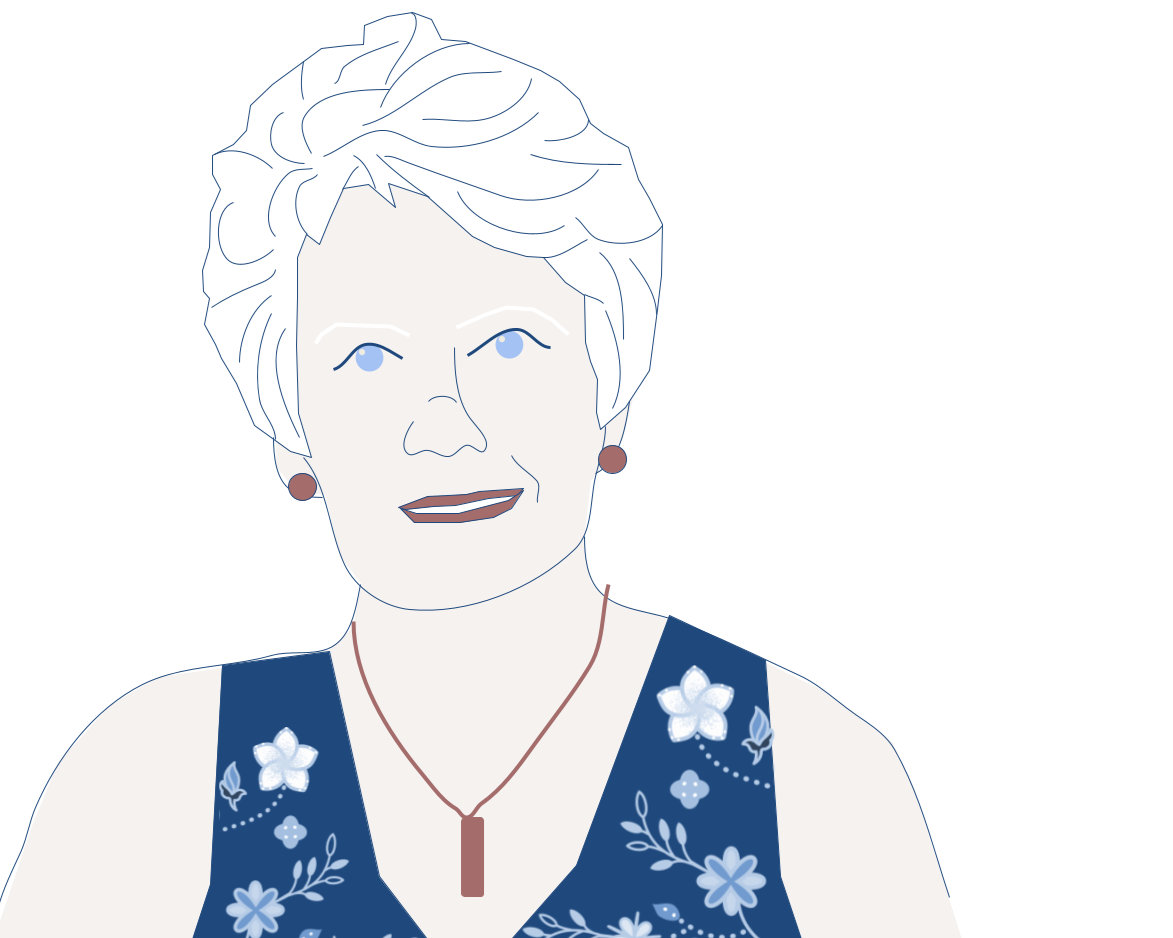

Webb serviu no 28º Regimento de Sinalização do Exército Britânico, e serviu na Alemanha e Chipre. Ela foi a primeira mulher a comandar um esquadrão exclusivamente masculino. Ela se aposentou do Exército em 1986. Em 2013 e 2014, Webb argumentou contra as mulheres serem permitidas nas unidades de infantaria de combate do Exército Britânico, pois ela argumentou que as mulheres precisavam atingir os mesmos níveis de aptidão física dos homens, apesar de serem "fisiologicamente diferentes". Ela criticou as mudanças nos padrões de recrutamento que reduziram a dificuldade para homens e mulheres, dizendo que era uma tentativa de "atender aos requisitos de igualdade de gênero". Ela também destacou como prova duas mulheres que não conseguiram se qualificar no Corpo de Fuzileiros Navais dos Estados Unidos.

## Vida pessoal
Webb e sua família administraram a Rossholme Girls 'School, uma escola particular para meninas em East Brent, Somerset, no Reino Unido, por quase 60 anos. Webb administrou a escola de 1986 a 2005, quando a fechou porque era muito pequena para ser viável e não podia ser expandida. As instalações foram convertidas para uso como alojamento de férias.

## Reconhecimento
Webb foi incluída na lista das 100 mulheres da BBC em 2013  e 2014, e através disso conheceu a queniana Joyce Aruga, que esperava abrir uma escola em uma favela de Nairóbi. Webb ofereceu a ela um suprimento de uniformes escolares que sobraram da Rossholme School e começou a arrecadar fundos para sustentar a escola, que se chama Rossholme Education Centre.